# Route nationale 636
Pour les articles homonymes, voir Route 636.
La route nationale 636 ou RN 636 était une route nationale française reliant Bayonne à Juillan. À la suite de la réforme de 1972, elle a été déclassée en RD 936.

## Ancien tracé de Bayonne à Juillan (D 936)
- Bayonne
- Saint-Pierre-d'Irube
- Briscous
- Bardos
- Bidache
- Came
- Labastide-Villefranche
- Escos
- Abitain
- Autevielle
- Barraute-Camu
- Araujuzon
- Araux
- Sus
- Gurs (aujourd'hui déviée : l'ancien tracé devient RD 836)
- Geüs-d'Oloron
- Saint-Goin
- Géronce
- Orin (ces 4 dernières villes sont aujourd'hui déviées : l'ancien tracé devient RD 836)
- Oloron-Sainte-Marie

La RN 636 faisait tronc commun avec la RN 134 pour rejoindre Belair.
- Belair, commune de Buzy
- Rébénacq
- Arros-de-Nay
- Bourdettes
- Nay
- Bénéjacq
- Labatmale
- Pontacq
- Ossun
- Juillan